# Скарпа, Густаво
Густаво Энрике Фуртадо Скарпа (порт. Gustavo Henrique Furtado Scarpa; родился 5 января 1994 года в Кампинас, штат Сан-Паулу) — бразильский футболист, полузащитник клуба «Атлетико Минейро» и сборной Бразилии.

## Клубная карьера
Скарпа — воспитанник клуба «Флуминенсе». 1 июня 2014 года в матче «Интернасьонала» он дебютировал в бразильской Серии А. В начале 2015 года для получения игровой практики Густаво на правах аренды перешёл в «Ред Булл Бразил». 31 января в матче Лиги Паулиста против «Капивариано» он дебютировал за новый клуб. 11 февраля в поединке против «Брагантино» Скарпа забил свой первый гол за «быков». После окончания аренды Густаво вернулся во «Флуминенсе». 10 июля в поединке против «Крузейро» он забил свой первый гол за клуб.
С 2018 года выступает за «Палмейрас» и в первом же сезоне стал чемпионом Бразилии. 2020 году помог своей команде стать чемпионом штата и Кубка Бразилии. В розыгрыше Кубка Либертадорес 2020 сыграл в шести матчах и забил один гол. Помог своей команде выиграть этот турнир. В следующем розыгрыше «Палмейрас» вновь завоевал трофей. Скарпа провёл семь матчей и забил один гол.

## Международная карьера
26 января 2017 года в товарищеском матче против сборной Колумбии Густаво дебютировал за сборную Бразилии.

## Достижения
Командные
- Чемпион штата Сан-Паулу (1): 2020
- Чемпион Бразилии (1): 2018
- Чемпион Кубка Бразилии (1): 2020
- Победитель Примейра-лиги Бразилии (1): 2016
- Обладатель Кубка Либертадорес (2): 2020, 2021

Личные
- Лучший игрок Примейра-лиги Бразилии (1): 2016
- Участник символической сборной Лиги Кариоки (1): 2016
- Лучший ассистент чемпионата Бразилии (1): 2016 (10 голевых передач)